# Bloeddrukregulatie
De bloeddrukregulatie wordt in belangrijke mate bepaald door het renine-angiotensine-aldosteronsysteem (RAAS). Dit reguleert de water- en zouthuishouding van het circulerend bloedvolume en is ook van belang bij hartfalen. 
Een te lage bloeddruk wordt geregistreerd op verschillende plaatsen in het lichaam, zoals in het hart, aanliggende vaten, nieren en de lever. Deze sensoren sturen een signaal naar de nieren, waar zich cellen bevinden die renine produceren. Renine is een enzym dat in het bloed de plasmaproteïne angiotensinogeen omzet in angiotensine I. Dit angiotensine I wordt op zijn beurt door het angiotensine-converterend enzym (ACE) omgezet tot angiotensine II. Dit gebeurt voornamelijk in de longcapillairen. Angiotensine II heeft verschillende effecten die leiden tot bloeddrukverhoging. Het zorgt voor vasoconstrictie van de arteriolen en zet het de bijnier aan tot het maken van aldosteron. Aldosteron zorgt voor meer terugresorptie van water en natrium in de distale tubuli. Deze antidiuretische werking doet het bloedvolume vergroten en de bloeddruk stijgen.
De hartwanden meten de bloeddruk en het bloedvolume ook, als deze te hoog worden maakt de hartwand ANP aan, ANP heeft een negatieve terugkoppeling op de aanmaak van renine. Hierdoor wordt er dus minder renine aangemaakt en zal de bloeddruk dalen.

## Bloedvolumeregulatie
Het lichaam reageert op veranderingen in het bloedvolume via twee stappen: 
1. de volumereceptoren nemen de verandering waar, en
2. gepaste reacties vinden plaats om het volume weer op een normaal peil te brengen (o.a. het variëren van de weerstand in de aders, het hartvolume en een variabele uitscheiding van Na+ en water).

Door een te hoge bloeddruk wordt in de nieren meer vocht afgescheiden. Omdat er meer vocht afgescheiden wordt daalt het bloedvolume, waardoor de bloeddruk daalt. Dit zorgt voor een negatieve terugkoppeling. Analoog aan de hoge bloeddruk heeft dit mechanisme ook een functie bij lage bloeddruk. Door de lage bloeddruk zullen de nieren minder vocht afscheiden, waardoor het bloedvolume stijgt en vervolgens de bloeddruk.

## Sympathische regulatie van de bloeddruk
In de baroreceptoren in de aortaboog en de halsslagaders wordt de bloeddruk gemeten. Vanuit deze receptoren worden zenuwimpulsen geleid naar het vasomotorische centrum in het verlengde merg. Vanuit dit gedeelte van de hersenen wordt het gladde spierweefsel rondom arteriolen samengetrokken. Hierdoor vernauwen de bloedvaten zich, waardoor de bloeddruk stijgt, omdat de weerstand waartegen het hart moet pompen toeneemt.
Gelijk aan het voorbeeld met hoge bloeddruk werkt dit systeem ook voor lage bloeddruk. In een fractie van een seconde kan dit systeem reageren op veranderende omstandigheden. Het speelt dan ook een belangrijke rol bij het opvangen van bloeddrukwisselingen op de korte termijn door bijvoorbeeld verwondingen. Bij heel snelle bloeddrukverlagingen -zoals bij het opstaan- wordt echter de parasympathicus uitgeschakeld (zodat het sympathisch systeem de overhand krijgt), omdat de parasympathicus sneller werkt. Op de lange termijn is sympathische stimulatie echter niet effectief, omdat na enkele dagen er gewenning optreedt aan de veranderde bloeddruk.

## Schematische weergave RAAS

Engelstalige schematische weergave van hoe het renine-angiotensine-aldosteronsysteem (RAAS) werkt